# Немачка подморница У-35
Подморница У-35 је била Немачка подморница типа VIIА и коришћена је у Другом светском рату. Подморница је изграђена 3. новембра 1936. године и служила је у 3. подморничкој флотили (3. новембар 1936 — 31. август 1939) - борбени брод, и 3. подморничкој флотили (1. септембар 1939 — 29. новембар 1939) - борбени брод.

## Служба
Подморница У-35, напуста 27. августа 1939. године, базу Мемел, и одлази ка бази Кил, где стиже 1. септембра, а одатле полази 9. септембра на ново патролирање. Тог дана, британска подморница Урсула, испаљује прва британска подморничка торпеда у Другом светском рату, када је напала немачку подморницу У-35, на око 23 наутичке миље, северно од острва Ширмониког, Холандија, али је промашила циљ.
У 13:19 сати, 18. септембра, подморница У-35 прилази уз британски рибарски брод St. Alvis, западно од Хебрида. Немачки командант, Вернер Лот, је забележио, да 13 чланова посаде британског брода нису могла да стугну до најближег копна у претовареном чамцу за спасавање, те стога, он допушта посади да се врати на брод, али је пре тога бачен у море њихов радио уређај. По повратку на брод, посада обавештава немце о присуству носача авиона Арк Ројал, у тој области, а Лот је био упитан од заповедника рибарског брода, да му каже своје име, како би унео у свој извештај његово џентлменско понашање, међутим он то одбија да каже.
Касније тог дана, подморница У-35 зауставља једну групу од три рибарска брода, западно-севетозападно од Сент Килда. Први брод, , био је потопљен топовском ватром у 18;48 сати, а други, Lord Minto, у 19:00 сати. Трећи рибарски брод, , био је остављен да покупи чланове посаде потопљених бродова.
Три дана касније, 21. септембра у 14:10 сати, У-35 испаљује три торпеда ка конвоју OA-7, југозападно од острва Сила, која промашују један разарач и један танкер, а оштећују британски танкер брод Teakwood. Оштећени брод је одвучен у Фалмут, ескортован од разарача HMS Ardent (H 41), на чијој палуби су се такође налазили рањени морнари, али је убрзо замењен од разарача HMS Vesper (D 55), и враћа се ка конвоју.
У 18:45 сати, 1. октобра 1939. године, У-35 је покушала да заустави неутрални и ненаоружани белгијски трговачки брод  (заповедник Р. Лежен), који се у почетку трудио да побегне, али се зауставио након једног испаљеног пројектила из топа подморнице, и 20 његових чланова посаде почиње да напуста брод у чамцима за спасавање. Брод се прелама на два дела и тоне, након што је погођен једним торпедом. 
Два дана касније, 3. октобра у 15:40 сати, грчки трговачки брод  (заповедник Панагос Патерас), који је превозио 7.700 тона руде мангана, био је погођен једним торпедом од У-35, и тоне на 40 наутичких миља западно од острва Сила. Он је био заустављен по лошем времену од У-35, у 13:15 сати, и посади је наређено да напусти брод. Прва два испаљена торпеда, експлодирају прерано, али треће погаћа и потапа брод. Како чамцима за спасавање није могло да се управља због лошег времена, немачки командант Лот одлучује да узме на палубу све чланове посаде грчког брода, и искрцава их следећег дана у залив Дингл, Ирска.
Подморница У-35 упловљава 12. октобра у базу Вилхелмсхафен, чиме завршава своје патролирање. На ново патролирање, У-35 полази из Вилхелмсхафена 18. новембра 1939. године. Дана, 29. новембра, У 35 је потопљена у Северном мору, дубинским бомбама од британских разарача HMS Kingston, HMS Icarus и HMS Kashmir. Сви чланови посаде немачке подморнице, њих 44, преживели су њено потапање, и постају ратни заробљеници.

## Команданти
- Клаус Еверт - 3. новембар 1936 — 5. децембар 1936.
- Ханс Рудолф Ресинг - 6. децембар 1936. - фебруар 1937. (Витешки крст)
- Херман Михаелес - фебруар 1937. - 30. јул 1937.
- Ото Кречмер - 31. јул 1937 — 15. август 1937. (Витешки крст)
- Вернер Лот - 15. август 1937 — 29. новембар 1939.

## Бродови
| Име брода | Држава               | Тежина     | Година изградње | Датум напада        | Напомена |
|           | Уједињено Краљевство | 326 тона   | 1916.           | 18. септембар 1939. | Потопљен |
|           | Уједињено Краљевство | 295 тона   | 1914.           | 18. септембар 1939. | Потопљен |
|           | Уједињено Краљевство | 6.014 тона | 1927.           | 21. септембар 1939. | Оштећен  |
|           | Белгија              | 2.239 тона | 1913.           | 1. октобар 1939.    | Потопљен |
|           | Грчка                | 4.990 тона | 1917.           | 3. октобар 1939.    | Потопљен |
| --------- | -------------------- | ---------- | --------------- | ------------------- | -------- |